# Geografická bibliografie ČR on-line

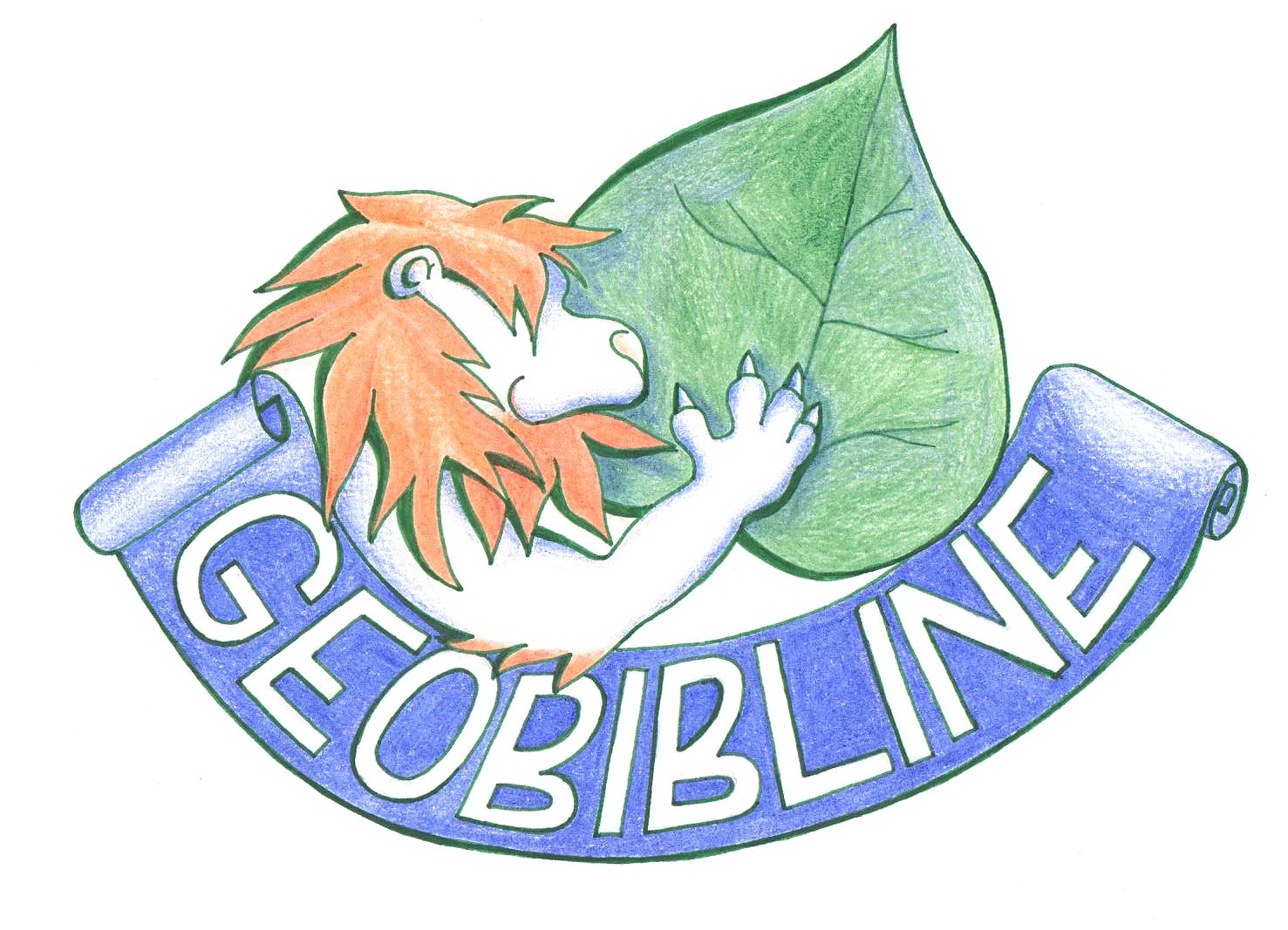
Logo projektu GEOBIBLINE

Geografická bibliografie ČR on-line, zkráceně GEOBIBLINE, je ústřední bibliografickou on-line databází geografických publikací s českými reáliemi. Zahrnuje geografické práce věnované území Česka nebo napsané českými autory. Cílem databáze je zachování kulturního dědictví souvisejícího s geografickým poznáním a jeho zpřístupnění široké veřejnosti pro rozvoj vzdělání.
Bibliografie je výsledkem neziskového výzkumného projektu, financovaného Ministerstvem kultury ČR a řešeného Knihovnou geografie Přírodovědecké fakulty Univerzity Karlovy v Praze za spolupráce více než 20 přispěvatelských univerzitních a oborových knihoven v ČR (Masarykova univerzita, Univerzita Jana Evangelisty Purkyně v Ústí nad Labem, Západočeská univerzita v Plzni, Moravská zemská knihovna, Knihovna Akademie věd ČR, Národní knihovna České republiky, atd.).

## Obsah databáze
Nejrozsáhlejší oborová databáze obsahuje kolem 214 000 záznamů publikovaných od roku 1450 do současnosti, doplněné 19 000 digitálních objektů (mapy, plné texty článků) a 19 000 URL adresami většinou s plnými texty umístěnými na Internetu. Roční přírůstek s pohybuje kolem 17 000 záznamů. Záznamy zahrnují geografické či geografii příbuzné disciplíny v celé šíři, např. fyzickou a sociální geografii, ekonomickou a politickou geografii, demografii, geoinformatiku, kartografii a krajinnou ekologii. Databáze je denně aktualizována. Díky projektu TEMAP byla doplňována o kartografické dokumenty a jsou zpřístupňovány také mapy a grafiky on-line.
Bibliografické záznamy excerpují monografie, články z časopisů a sborníků, kartografické dokumenty i šedou literaturu. Článková bibliografie patří k zásadnějším příspěvkům databáze k rozvoji geografického poznání. Bylo excerpováno 41 profilových oborových titulů od prvního ročníku do současnosti. Naleznete zde: Acta onomastica, Acta universitatis Carolinae: Geographica, Folia Facultatis scientiarum naturalium Universitatis Purkynianae Brunensis. Geographia, Geografie: sborník České geografické společnosti (1895-2010), Miscellanea geographica Universitatis Bohemiae Occidentalis, Moderní obec, Moravian Geographical Reports, National Geographic, Obec a finance, Scripta Facultatis scientarum naturalium Universitatis Masarykianae Brunensis. Geography, Urbanismus a územní rozvoj, Vojenský geografický obzor, Země světa. Databáze obsahuje ale i vybrané články z jiných titulů a dokonce i novin, pokud se týkají geografie. Vydávání některých titulů bylo již ukončeno, proto se excerpuje nadále 27 titulů.
Databáze spolupracuje s 20 oborovými knihovnami i Národní knihovnou, Moravskou zemskou knihovnou a Knihovnou Akademie věd ČR. Záznamy jsou do ní automaticky importovány. V dřívější době získávala záznamy článků také z databáze ANL z NK. Její rozvoj byl ale ukončen.
Databáze je plně využívána studenty, akademickou sférou, odborníky z praxe i zájemci z řad široké veřejnosti a to jak z Česka, tak ze zahraničí.